# Pièce de pièces, Temps perdu
Temps perdu, sous-titré Pièce de pièces, est un recueil de sept récits de Xavier Forneret paru en avril 1840. 

## Analyse

### Présentation
Pièce de pièces, Temps perdu est « peut-être le maître-livre de Forneret, par la somptuosité de sa présentation, qui réserve l'impression au seul recto des pages ». En effet, l'œuvre bénéficie d'une édition soignée, à l'image des autres impressions de Forneret.

### Thèmes abordés
Les récits composant ce recueil sont de tonalités très différentes : l'œuvre s'ouvre sur le conte onirique Un Rêve, C'est et se poursuit avec des nouvelles qui sont les derniers textes « frénétiques » de l'auteur, « unissant la passion démesurée à la mort », dont Le Diamant de l'herbe, souvent considéré comme son chef-d'œuvre.

## Résumés
Un Rêve, C'est
Alabrune ou un Pauvre du soir
Un apprenti poète, souhaitant « donner un nom » à sa famille afin qu'elle puisse réintégrer son rang au sein du pays natal, la France, dont elle s'est enfuie pour des raisons financières, part éprouver son talent « dans l'une des premières villes de la Lombardie ». Il rencontre tout d'abord M. Duprezzi, directeur d'un théâtre logeant « rue de la Faillite ». À l'issue d'une scène où l'auteur fait la lecture de sa propre pièce « muni de deux pistolets [chargés] jusqu'à la gueule », Duprezzi le complimente de manière prudente tout en prétendant être soumis à l'avis de son actrice principale, Pudora, qui se révèle grandement débauchée.
Un Crétin et sa Harpe
Un Œil entre deux Yeux
Un Désespoir
Le Diamant de l'herbe
À neuf heures, à Paris

## Éditions modernes
- Xavier Forneret, Œuvres, précédé d'un texte d'André Breton, introduction et bibliographie par Willy-Paul Romain, Paris, Arcanes, coll. « Humour noir », 1952, 252 p., p. 147-235
- Xavier Forneret, Contes et récits, Paris, José Corti, coll. « romantique no 43 », 1994, 414 p. (ISBN 2-7143-0501-6), p. 139-309, édition intégrale établie par Jacques-Rémy Dahan
- Xavier Forneret, Écrits complets : Volume II (1836-1880) – Aphorismes, contes et récits, roman, vie quotidienne, Dijon, Les Presses du réel, coll. « L'Écart absolu », 2013, 800 p. (ISBN 978-2-84066-488-8). , édition établie par Bernadette Blandin
- Xavier Forneret, Temps perdu, La République des Lettres, 2013 (livre numérique), 91 p. (ISBN 978-2-8249-0138-1, lire en ligne)
- Xavier Forneret, Proses, Paris, Marguerite Waknine, 2013, 123 p. (ISBN 978-2-916694-48-1)

## Anthologies
- Jean-Luc Steinmetz, La France frénétique de 1830 : Choix de textes, Paris, Phébus, 1978, 560 p. (ISBN 978-2-85940-015-6), p. 533-556